# Palladius (Schriftsteller)
Palladius Rutilius Taurus Aemilianus (kurz Palladius) war ein spätantiker römischer Fachschriftsteller und Autor eines Werkes über die Landwirtschaft. Er lebte wahrscheinlich im 5. Jahrhundert.

## Opus agriculturae
Von Palladius ist das Opus agriculturae (auch De re rustica genannt) erhalten, eine Darstellung der Landwirtschaft in 14 Büchern und einem Lehrgedicht. Das erste Buch enthält allgemeine Anweisungen. In den Büchern 2–13 beschreibt der Autor detailliert für jeden Monat des Jahres die typischen Arbeiten auf einem römischen Bauernhof. Buch 14, das 1925 von Josef Svennung entdeckt und 1926 ediert wurde, handelt von der Veterinärmedizin. Das Lehrgedicht gibt Anweisungen zur Baumveredelung (Carmen de insitione) in metrischer Form (Distichen). Für Palladius typisch ist die Beschränkung auf praktische Anweisungen.

## Textausgaben und Übersetzungen
- Kai Brodersen (Hrsg.): Palladius: Das Bauernjahr (Sammlung Tusculum). De Gruyter, Berlin 2016, ISBN 978-3-11-044013-3 (lateinischer Text und Übersetzung)